# 稲留照雄
稲留 照雄（いなとめ てるお、1937年（昭和12年）2月10日 - ）は、日本の政治家。元大阪府泉南市長。

## 経歴
大阪府出身。1959年（昭和34年）慶應義塾大学文学部哲学科卒業。
1974年（昭和49年）以来、泉南市長に3選。1986年（昭和61年）8月、落選した。その後、2004年（平成16年）まで泉南市議会議員を務めた。